# Master de tenis de Bilbao
Master de tenis de Bilbao, torneo de tenis de exhibición celebrado en la ciudad de Bilbao, que comenzó a jugarse a finales de la temporada del 2008, celebrándose en 2009 su segunda edición. El campeón de este torneo se le impone una txapela.

## Palmarés
- 2008 Fernando Verdasco - Tommy Robredo 4-6, 7-6, 7-5.
- 2009 Juan Carlos Ferrero - Nicolás Almagro 6-1, 3-6, 7-6.
- 2010 Tommy Robredo - Nicolás Almagro 7-6, 6-3.